# Chironemidae
A Chironemidae a sugarasúszójú halak (Actinopterygii) osztályának és a sügéralakúak (Perciformes) rendjéhez tartozó család.

## Rendszerezés
A családba az alábbi nemek és fajok tartoznak:
- Chironemus
  - Chironemus bicornis
  - Chironemus delfini
  - Chironemus georgianus
  - Chironemus marmoratus
  - Chironemus microlepis
- Threpterius
  - Threpterius maculosus